# 16 de febrero
El 16 de febrero es el 47
.º (cuadragésimo séptimo) día del año en el calendario gregoriano. Quedan 318 días para finalizar el año y 319 en los años bisiestos.

## Acontecimientos
- 1164: la inundación de Santa Juliana arrasa la ciudad de Groninga, la provincia de Frisia y el norte de Alemania, especialmente la cuenca del Elba. Mueren miles de personas.
- 1279: en Portugal, Dionisio I es proclamado rey de Portugal tras la muerte de su padre Alfonso III.
- 1486: en Fráncfort del Meno, Maximiliano I de Habsburgo es elegido rey de los romanos.
- 1521: en Burgos se hace público el Edicto de Worms del 17 de diciembre de 1520, por el que el rey Carlos I de España condena a los comuneros (no confundir con el Edicto de Worms del mismo autor, del 25 de mayo de 1521, contra Martín Lutero).
- 1646: se libra la batalla de Torrington, la última gran batalla de la primera guerra civil inglesa.
- 1699: se emite el primer diploma leopoldino por el Sacro Imperio Romano, reconociendo que el clero católico griego disfrutaba de los mismos privilegios que los sacerdotes católicos en el Principado de Transilvania.
- 1742: Spencer Compton, conde de Wilmington, se convierte en primer ministro británico.
- 1820: el Cabildo de Buenos Aires elige gobernador de la provincia a Manuel de Sarratea.
- 1827: en el marco de la guerra entre Argentina y Brasil se produce la batalla del Ombú, donde el general Mansilla derrota a una división brasileña.
- 1835: en Barranca Yaco, Córdoba (Argentina), una partida de milicianos al mando del capitán Santos Pérez asesina al general Juan Facundo Quiroga.
- 1841: en San Salvador, ciudad capital de El Salvador, la Asamblea Constituyente decreta la fundación de la Universidad de El Salvador.
- 1866: en Honduras es adoptada la Bandera de Honduras.
- 1881: llegada de los salesianos a Utrera (España).
- 1903: el gobierno cubano concede a Estados Unidos una base naval en la isla.
- 1908: se estrena en Budapest la ópera Eliana, de Odón Mijálovich.
- 1909: entra en funcionamiento el primer vagón de metro con puertas laterales en Nueva York
- 1909: en Montecarlo se estrena la ópera Le bobzar (de Ermanno Wolf-Ferrari).
- 1911: en la India tiene lugar el primer transporte oficial de una carta por vía aérea.
- 1918: Lituania se independiza de Rusia.
- 1918: los turcos incendian la biblioteca de Bagdad y queman veinte mil libros.
- 1918: en Barcelona Joan Miró expone sus primeras obras en las Galerías Dalmau; por las que recibe duras críticas.
- 1919: se prorroga el tratado de armisticio entre Alemania y los Aliados, quienes fijan provisionalmente la línea fronteriza entre Alemania y Polonia, por lo que Posen (actual Poznan) se convierte en polaca, y Prusia Occidental permanece en el reich alemán.
- 1921: el papa Benedicto XV erige la provincia eclesiástica de Costa Rica mediante la Bula «Praedecessorum», elevando a la condición de Arquidiócesis Metropolitana a la antigua Diócesis de San José (comprendiendo a las provincias de San José, Cartago y Heredia), erigiendo la Diócesis de Alajuela (con las provincias de Alajuela, Puntarenas y Guanacaste) y el Vicariato Apostólico de Limón (actual Diócesis de Limón). Siendo el primer arzobispo metropolitano de San José, monseñor Dr. Rafael Otón Castro Jiménez (1921-1939), el primer obispo diocesano de Alajuela, monseñor Antonio del Carmen Monestel Zamora (1921-1937) y el primer vicario apostólico de Limón, monseñor Agustín Blessing Prinzinger (1921-1934).
- 1922: se celebra la primera sesión del Tribunal Permanente de Justicia Internacional de La Haya, creado a instancias de la Sociedad de Naciones.
- 1924: la ciudad de Fiume es ocupada por b los italianos.
- 1928: el hostelero Rodolfo Lussnigg crea la denominación Costa del Sol para la promoción turística de las costas mediterráneas de España.
- 1933: en Alemania, la empresa Krupp pone a punto el motor diésel.
- 1934: la guerra civil austriaca termina con la derrota de los socialdemócratas y el Republikanischer Schutzbund.
- 1934: primer vuelo sobre Madrid del autogiro La Cierva, pilotado por su inventor.
- 1934: Estreno de la película La patrulla perdida, dirigida por John Ford y protagonizada por Victor McLaglen.
- 1936: en España, el Frente Popular obtiene la victoria electoral.
- 1937: en Chile ven la luz una serie de normas sobre la colonización de la provincia de Aysén.
- 1937: en París se estrena El viajero sin equipaje (de Jean Anouilh).
- 1937: Falange Española organiza la quema de urnas en Sevilla y Córdoba, en conmemoración de las anteriores elecciones.
- 1938: Kurt Schuschnigg, canciller federal, reforma el gobierno austriaco y nombra ministro del Interior a Arthur Seyß-Inquart.
- 1938: en Irán, una orden gubernamental prescribe la utilización del idioma iraní en todos los ámbitos de la vida pública, tanto oral como por escrito.
- 1941: tras dos días, se da por extinguido el incendio que asola la ciudad de Santander y que ha destruido unos cuatrocientos edificios.
- 1943: en el marco de la Segunda Guerra Mundial, Heinrich Himmler decide la masacre del Gueto de Varsovia.
- 1945: en Filipinas, el ejército de Estados Unidos ataca el bastión de Corregidor.
- 1947: se estrena Las criadas, de Jean Genet.
- 1949: comienzan las conversaciones sobre Berlín entre los delegados en la ONU de Estados Unidos y la URSS.
- 1950: en Argentina, tras una polémica definición, el Club Atlético Lanús desciende por primera vez a la segunda división de fútbol profesional.
- 1952: Grecia y Turquía se adhieren oficialmente a la OTAN.
- 1953: Juan Domingo Perón propugna una unión entre Argentina y Chile para constituir el núcleo de unos Estados Unidos de Hispanoamérica.
- 1956: formación del Séptimo Gobierno nacional de España (1956-1957), presidido por Francisco Franco.
- 1959: Fidel Castro es nombrado primer ministro de Cuba, con lo que se asienta plenamente la Revolución cubana.
- 1960: el submarino USS Triton de la Armada de Estados Unidos comienza la Operación Sandblast, que zarpa desde New London, Connecticut, para comenzar la primera circunnavegación sumergida del planeta.
- 1961: en Buenos Aires (Argentina), el Gobierno de Arturo Frondizi entrega la CGT (Confederación General del Trabajo) a la Comisión de los Veinte, conformada por Augusto Timoteo Vandor, Andrés Framini, Rivas y otros.
- 1961: Primer aterrizaje y despegue en la Antártida. El monomotor De Havilland Canada DHC-2 Beaver matrícula P-01 del Grupo Aéreo Antártico 1, efectúa el primer aterrizaje y despegue de la Fuerza Aérea Argentina en el continente blanco. De esta manera, se completa la primera operación de apoyo a la patrulla que avanza hacia el futuro emplazamiento de la Base Matienzo en el nunatak Larsen. Tripulación: teniente Eduardo Julián Canosa, piloto; alférez Héctor Ricardo Gilobert, copiloto; y suboficial principal Rodolfo Pacheco, mecánico.[1]
- 1962: en España, el BOE publica un decreto del Ministerio de Trabajo que equipara los derechos laborales de la mujer con los del hombre.
- 1963: Heinrich Böll publica la novela Opiniones de un payaso.
- 1965: en París se rinde un homenaje a Luis García Berlanga, en el cual recoge el premio concedido por la Academia de Humor Negro de Francia.
- 1967: el helicóptero Bölkow BO 105 V 2 lleva a cabo su primer vuelo.
- 1967: en España se decreta la pena de arresto mayor y multa a quienes infrinjan las limitaciones a la libertad de expresión.
- 1971: dos embarcaciones con 12 tripulantes desaparecen sin dejar rastro frente a la costa de Almería (España), en medio de un fuerte temporal y tras lanzar un SOS.
- 1972: José Legrá vence al británico Armstrong y conserva su título de campeón de Europa de boxeo.
- 1974: el conflicto lechero en Santander provoca que se dejen de entregar unos 50 000 litros de leche, de los 750 000 que se recogen a diario en la provincia.
- 1979: en Irán, tras la celebración de juicios sumarísimos, el Gobierno ejecuta a varios generales.
- 1980: en España se inaugura el nuevo aeropuerto de Vitoria.
- 1981: en España Un enviado de Milans del Bosch, el coronel Diego Ibáñez Inglés, visita al general Armada en su nuevo despacho de 2.º jefe de Estado Mayor del Ejército, para informarle de los planes de Golpe de Estado urdidos en Madrid el 18 de enero. «Armada accede a regañadientes a dar luz verde a los planes. Tejero, por su parte, se muestra impaciente por actuar.
- 1983: se inician, en País Vasco, España, las emisiones regulares de la primera cadena de Euskal Telebista, en lengua vasca.
- 1983: la población de Sagunto (Valencia) inicia una huelga general en defensa del mantenimiento de los Altos Hornos del Mediterráneo.
- 1983: en España son detenidos los presuntos implicados en la Matanza de Bolonia, que tuvo lugar el 2 de agosto de 1980.
- 1984: José Rodríguez de la Borbolla es nombrado presidente de la Junta de Andalucía, tras dimitir Rafael Escuredo.
- 1984: Fidel Castro, acompañado de Daniel Ortega, hace una escala de cinco horas en España en lo que es la primera visita del presidente cubano a una capital de Europa occidental.
- 1986: en Portugal, Mário Soares alcanza la presidencia, después de décadas de dictaduras militares.
- 1987: en Israel comienza el juicio contra Iván Demjanjuk, conocido como Iván el Terrible, deportado desde Estados Unidos y acusado de crímenes contra la Humanidad en el campo de exterminio de Treblinka.
- 1987: en la República Democrática de Alemania se jubila Markus Wolf, director de los servicios secretos.
- 1988: en España, por elección consensuada de las Cortes Españolas, Álvaro Gil-Robles sustituye a Joaquín Ruiz-Giménez en el cargo de Defensor del Pueblo.
- 1989: en Venezuela, el presidente Carlos Andrés Pérez decreta el llamado «paquete económico» que desembocaría en los sucesos del Caracazo.
- 1989: en París, Roger Patrice Pelat, amigo personal de Mitterrand, es procesado por el caso Pechiney.
- 1990: la banda terrorista ETA libera al industrial Adolfo Villoslada, secuestrado el 24 de noviembre de 1989, tras recibir un rescate de 300 millones de pesetas.
- 1990: el dirigente Sam Nujoma, líder del SWAPO, es elegido primer presidente de Namibia.
- 1991: en Irak aviones estadounidenses y británicos bombardean los suburbios de Bagdad, con decenas de bajas civiles y ninguna militar.
- 1991: la película ¡Ay, Carmela!, de Carlos Saura, obtiene trece Premios Goya de la Academia Cinematográfica española.
- 1991: en Managua, Nicaragua, es asesinado en el parque del Hotel Intercontinental -actual Hotel Crowne plaza Managua- el coronel Enrique Bermúdez Varela, líder de los Contras.
- 1992: en la ciudad libanesa de Sidón es asesinado el jeque Abbas Mussawi, secretario general de la organización chiita Hezbolá.
- 1993: en España, Elías Yanes, arzobispo de Zaragoza, es elegido presidente de la Conferencia Episcopal Española.
- 1994: en La Haya se inaugura oficialmente la Europol, organismo de cooperación policial europea.
- 1998: en París, la Alta Comisionada de la ONU para Derechos Humanos y expresidenta de Irlanda, Mary Robinson, recibe el premio al personaje europeo del año.
- 1998: en el estado de São Paulo (Brasil) muere asesinada la dirigente campesina brasileña Bendita Machado Felicio, una de las líderes del Movimiento de los Sin Tierra (MST).
- 1998: el vuelo 676 de China Airlines se estrella contra una carretera y una zona residencial cerca del Aeropuerto Internacional de Chiang Kai-shek en Taiwán, matando a los 196 a bordo y siete más en tierra.
- 1999: en las proximidades de Ankara (capital de Turquía) es detenido el líder del Partido de los Trabajadores del Kurdistán (PKK), Abdullah Öcalan, acusado de terrorismo y traición.
- 2001: en Irak, la aviación estadounidense bombardea la capital, Bagdad.
- 2003: en Gaza (Territorios Palestinos) mueren cinco miembros de Hamás en la explosión de una vivienda.
- 2003: la OTAN activa los planes de ayuda militar preventiva a Turquía.
- 2003: en Sankt Moritz (Suiza), los esquiadores de Austria, con nueve medallas, la confirman como primera potencia del esquí alpino en los Mundiales.
- 2004: se descubre la galaxia más lejana (13 000 millones de años luz) gracias a una combinación de observaciones del telescopio espacial Hubble y del observatorio gigante Keck de Hawái.
- 2004: una jueza de Navarra concede a dos lesbianas la patria potestad compartida de las hijas biológicas de una de las mujeres.
- 2004: el presidente de Taiwán, Chen Shui-bian, admite por primera vez la posibilidad de reunificación con China.
- 2004: en Sídney (Australia) la muerte de un joven aborigen australiano desencadena violentos disturbios raciales.
- 2005: entra en vigor el Protocolo de Kioto, convenio mundial para reducción de gases para el efecto invernadero.
- 2005: un científico español descubre que el hongo Cándida famata es causa de ceguera.
- 2005: Rafael Vera, ex secretario de Estado de Seguridad durante varios Gobiernos socialistas, ingresa en prisión por un delito de malversación de caudales públicos.
- 2005: un grupo de científicos estadounidenses data los restos más antiguos de Homo sapiens en 200 000 años.
- 2005: el Parlamento israelí aprueba la ley de retirada de una veintena de asentamientos judíos en Gaza y la entrega del territorio a la ANP, 38 años después de la ocupación.
- 2006: la banda terrorista ETA coloca una bomba en un polígono industrial de Vizcaya que causa escasos daños.
- 2011: Japón informa la suspensión temporal de la caza científica de ballenas en la Antártida debido a las constantes presiones de activistas.
- 2018: en México, se registró un sismo de magnitud 7,2 en escala Richter. Su epicentro fue en Pinotepa Nacional, Oaxaca.
- 2020: la Junta Central Electoral de la República Dominicana suspendió unas elecciones a nivel nacional por primera vez en la historia del país, creando una crisis electoral que generó protestas.
- 2021: la provincia eclesiástica de Costa Rica, América Central (formada originalmente por la arquidiócesis de San José, la diócesis de Alajuela y el Vicariato apostólico de Limón, hoy en día, diócesis de Limón), celebra su primer centenario de erección canónica. Actualmente la conforman también las diócesis de San Isidro, de Tilarán-Liberia, de Ciudad Quesada, de Puntarenas y de Cartago.
- 2021: en España el rapero Pablo Hasél es encarcelado.

## Nacimientos
- 1032: Yingzong, emperador chino entre 1063 y 1067 (f. 1067).
- 1222: Nichiren Daishōnin, fundador del budismo basado en el Sutra del loto (f. 1282).
- 1497: Philipp Melanchthon, humanista y reformista alemán (f. 1560).
- 1519: Gaspard de Coligny, líder hugonote francés (f. 1572).
- 1543: Kanō Eitoku, pintor japonés (f. 1590).
- 1594: Juliana Morell, escritora, humanista y religiosa española (f. 1653).
- 1620: Federico Guillermo I de Brandeburgo, aristócrata prusiano (f. 1688).
- 1670: Melchor de Macanaz, escritor y político español (f. 1760).
- 1698: Pierre Bouguer, matemático francés (f. 1758).
- 1727: Nikolaus Joseph von Jacquin, médico, biólogo y botánico neerlandés (f. 1817).
- 1774: Pierre Rode, compositor y violinista francés (f. 1830).
- 1802: Rómulo Díaz de la Vega, militar y político mexicano (f. 1877).
- 1804: Karl Theodor Ernst von Siebold, fisiólogo alemán (f. 1885).
- 1804: Pascual Pérez Rodríguez, escritor y fotógrafo español (f. 1868).
- 1812: Henry Wilson, político y vicepresidente estadounidense entre 1873 y 1875 (f. 1875).
- 1816: Gaetano Fraschini, tenor italiano (f. 1887).
- 1821: Heinrich Barth, explorador alemán (f. 1865).
- 1822: Francis Galton, explorador y científico británico (f. 1911).
- 1824: Peter Kozler, cartógrafo y geógrafo esloveno (f. 1879).
- 1831: Nikolái Leskov, escritor ruso (f. 1895).
- 1834: Ernst Haeckel, biólogo y filósofo alemán (f. 1919).
- 1838: Henry Brooks Adams, historiador estadounidense (f. 1918).
- 1841: Armand Guillaumin, pintor y litógrafo francés de estilo impresionista (f. 1927).
- 1844: James Guillaume, anarquista suizo (f. 1916).
- 1848: Octave Mirbeau, escritor francés (f. 1917).
- 1848: Hugo de Vries, botánico neerlandés (f. 1935).
- 1866: María Cabrales, revolucionaria cubana (f. 1905).
- 1866: Johann Strauss III, músico austríaco (f. 1939).
- 1868: Edward Sheriff Curtis, fotógrafo estadounidense (f. 1952).
- 1877: Carl Hirschmann, banquero neerlandés, presidente interino de la FIFA entre 1918 y 1920 (f. 1951).
- 1878: Pamela Colman Smith, artista y escritora británica (f. 1951).
- 1882: Martín Castro (payador), payador (improvisador, cantante y guitarrista) argentino (f. 1971).
- 1884: Robert J. Flaherty, cineasta estadounidense (f. 1951).
- 1887: José Moreno Villa, pintor español (f. 1955).
- 1888: Moisés Sáenz, educador, diplomático y político mexicano (f. 1941).
- 1892: Anselmo Albareda, cardenal español (f. 1966).
- 1893: Julio Martínez Hombre, ingeniero agrónomo y astrónomo español (f. 1945).
- 1896: Roberto Chery, guardameta chileno (f. 1919).
- 1898: Katharine Cornell, actriz estadounidense (f. 1974).
- 1898: Jaume Amat, futbolista español (f. 1975).
- 1901: Chester Morris, actor estadounidense (f. 1970).
- 1902: Karl Saur, ingeniero y político nazi alemán (f. 1966).
- 1903: Edgar Bergen, actor estadounidense (f. 1978).
- 1904: George F. Kennan, diplomático estadounidense (f. 2005).
- 1905: Onesimo Redondo, político español, cofundador de las JONS
- 1906: Vera Menchik, ajedrecista británica (f. 1944).
- 1907: Francisco Flores del Campo, actor y compositor chileno (f. 1993).
- 1907: Fernando Previtali, director de orquesta y músico italiano (f. 1985).
- 1907: Ana María Martínez Sagi, periodista y deportista española (f. 2000).
- 1909: Hugh Beaumont, actor estadounidense (f. 1982).
- 1909: Jeffrey Lynn, actor estadounidense (f. 1995).
- 1909: Richard Dick J. McDonald, pionero del fast food estadounidense (f. 1998).
- 1910: Serguéi Gorshkov, almirante de la Armada Soviética (f. 1988).
- 1910: Miguel Bernal Jiménez, compositor y organista mexicano (f. 1956).
- 1912: Leandro Maloberti, marino argentino (f. 2000).
- 1913: Raúl Sáez, ingeniero y economista chileno (f. 1992).
- 1916: Cándido Catalán Lasala, religioso español (f. 1936).
- 1920: Miriam Sucre, actriz argentina (f. 2011).
- 1921: Jean Behra, piloto francés de Fórmula 1 (f. 1959).
- 1921: Vera-Ellen, actriz estadounidense (f. 1981).
- 1921: Alberto Gamboa, periodista chileno (f. 2019).
- 1921: Hua Guofeng, dirigente del Partido Comunista Chino y primer ministro de la República Popular China (f. 2008).
- 1922: Geraint Evans, barítono británico (f. 1992).
- 1925: Carlos Paredes, guitarrista portugués (f. 2004).
- 1926: Margot Frank, hermana mayor de Anne Frank (f. 1945).
- 1926: John Schlesinger, cineasta británico (f. 2003).
- 1927: June Brown, actriz británica (f. 2022).
- 1928: Pedro Casaldáliga, obispo español (f. 2020).
- 1928: John Copnall, pintor británico (f. 2007).
- 1928: Elías Yanes, arzobispo español (f. 2018).
- 1929: Gerhard Hanappi, futbolista austriaco (f. 1980).
- 1931: Ken Takakura, actor japonés (f. 2014).
- 1932: Otis Blackwell, cantante y compositor estadounidense (f. 2002).
- 1932: Ahmad Tejan Kabbah, economista sierraleonés, presidente de Sierra Leona entre 1996-1997 y 1998-2007 (f. 2014).
- 1932: Antonio Ordóñez, torero español (f. 1998).
- 1933: Enzo Viena, actor argentino (f. 2007).
- 1934: Rafael Pérez Estrada, escritor y poeta español (f. 2000).
- 1934: Hugo Macías Macotela, actor mexicano.
- 1935: Sonny Bono, actor, cantautor y político estadounidense (f. 1998).
- 1935: Juan Piquer Simón, cineasta español (f. 2011).
- 1936: Julio Casas Regueiro, político cubano (f. 2011).
- 1936: Eliahu Inbal, director de orquesta israelí.
- 1936: Pino Solanas, cineasta, guionista y político argentino (f. 2020).
- 1937: Yuri Manin, matemático ruso.
- 1938: John Corigliano, compositor estadounidense.
- 1939: Marita Napier, soprano sudafricana (f. 2004).
- 1942: Kim Jong-il, militar y político norcoreano, líder supremo de Corea del Norte entre 1994 y 2011 (f. 2011).
- 1943: Marilina Ross, actriz y cantante argentina.
- 1944: Richard Ford, novelista estadounidense.
- 1945: Jeremy Bulloch, actor británico (f. 2020).
- 1945: Fernando Esteso, actor español.
- 1945: Julio César Morales, futbolista uruguayo.
- 1945: Aldo Proietto, periodista deportivo argentino (f. 2023).
- 1946: Pete Postlethwaite, actor británico (f. 2011).
- 1947: Juan Camacho, cantante español (f. 1982).
- 1947: Graciela Mancuso, locutora y presentadora de televisión argentina (f. 2016).
- 1948: Alberto Fanesi, futbolista y entrenador argentino.
- 1948: Eckhart Tolle, escritor alemán.
- 1948: Roberto Mouras, piloto argentino (f. 1992).
- 1951: William Katt, actor estadounidense.
- 1952: James Ingram, cantante estadounidense (f. 2019).
- 1953: Jaime Campos, abogado y político chileno.
- 1953: Roberta Williams, diseñadora de videojuegos.
- 1954: Iain Banks, escritor británico.
- 1954: Margaux Hemingway, modelo y actriz estadounidense (f. 1996).
- 1955: Carlos Cabezas, cantante y guitarrista chileno del grupo Electrodomésticos
- 1955: Miguel Zavaleta, cantante, músico, compositor y autor argentino.
- 1956: Jorginho Gularte, compositor, productor, guitarrista y cantante uruguayo (f. 2013).
- 1956: Eduardo Valdés, político y diplomático peronista argentino.
- 1957: LeVar Burton, actor estadounidense.
- 1958: Alberto Górriz, futbolista español.
- 1958: Ice T, cantante de rap y actor estadounidense.
- 1958: Lisa Loring, actriz estadounidense (f. 2023).
- 1958: Lois Pereiro, escritor y poeta español (f. 1996).
- 1958: Oscar Schmidt, baloncestista brasileño.
- 1959: John McEnroe, tenista estadounidense.
- 1959: Kelly Tripucka, baloncestista estadounidense.
- 1960: Antonio Dechent, actor español.
- 1960: Pete Willis, músico británico, de la banda Def Leppard.
- 1961: Santiago Tabernero, director y guionista español de cine.
- 1961: Andy Taylor, guitarrista británico, de la banda Duran Duran.
- 1962: John Balance, músico británico, de la banda Psychic TV (f. 2004).
- 1963: Luis Miguel Domínguez, naturista español.
- 1964: Bebeto, futbolista brasileño.
- 1964: Christopher Eccleston, actor británico.
- 1965: Dave Lombardo, baterista cubano de heavy metal, de la banda Slayer.
- 1965: Jesús Adrián Romero, cantautor mexicano de música cristiana.
- 1965: Adama Barrow, político gambiano. Presidente de Gambia desde 2017.
- 1967: Jorge Vivaldo, futbolista y entrenador argentino.
- 1969: Fermín Cacho, atleta español.
- 1970: Nailea Norvind, actriz mexicana.
- 1970: Angelo Peruzzi, futbolista italiano.
- 1972: Grit Breuer, atleta alemana.
- 1972: Sarah Clarke, actriz estadounidense.
- 1972: Dirk Dier, tenista alemán.
- 1972: Alexander García, yudoca brasileño.
- 1972: Margit Pörtner, jugadora de curling danesa (f. 2007).
- 1972: Piotr Zaradny, ciclista polaco.
- 1972: Milaine Cloutier, jugadora de bádminton canadiense.
- 1972: Jerome Bettis, jugador de fútbol americano estadounidense.
- 1973: Christian Bassedas, futbolista argentino.
- 1973: Cathy Freeman, atleta australiana.
- 1974: Tisir Al-Antaif, futbolista saudí.
- 1974: Mahershala Ali, actor estadounidense.
- 1974: Tomasz Kucharski, remero polaco.
- 1974: José Manuel Martins Domínguez, futbolista y entrenador portugués.
- 1975: Nanase Aikawa, cantante japonesa.
- 1976: Edmilson Alves, futbolista brasileño.
- 1976: Kyō (Tooru Nishimura), cantante japonés.
- 1976: Dragan Mladenović, futbolista serbio.
- 1976: Andrea Tonti, ciclista italiano.
- 1976: Janet Varney, actriz estadounidense.
- 1976: Valerie Viehoff, remera alemana.
- 1977: Máximo Kirchner, político argentino.
- 1977: Rodrigo Roncero, jugador argentino de rugby.
- 1977: Brad Walst, bajista canadiense de la banda Three Days Grace.
- 1977: Claire Wyart, biofísica y neurocientífica francesa.
- 1978: Héctor Bracamonte, futbolista argentino.
- 1978: Alcides Píccoli, futbolista argentino.
- 1978: Alberto Rivera, futbolista español.
- 1979: Valentino Rossi, piloto italiano de motociclismo.
- 1980: Serhiy Nazarenko, futbolista ucraniano.
- 1981: Olivier Deschacht, futbolista belga.
- 1982: Lupe Fiasco, rapero estadounidense.
- 1982: Rickie Lambert, futbolista británico.
- 1983: Agyness Deyn, modelo británica.
- 1983: Emilio de Justo, torero español.
- 1983: Alejandra Silva, publicista y activista social española.
- 1983: Erika Vázquez, futbolista española.
- 1985: Kim Jin-kyu, futbolista surcoreano.
- 1985: Ron Vlaar, futbolista neerlandés.
- 1986: Walter Acevedo, futbolista argentino.

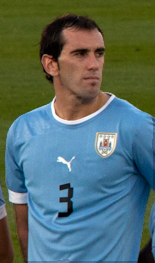
Diego Godín

- 1986: Diego Godín, futbolista uruguayo.
- 1986: Mauricio Sperduti, futbolista argentino.
- 1988: Diego Capel, futbolista español.

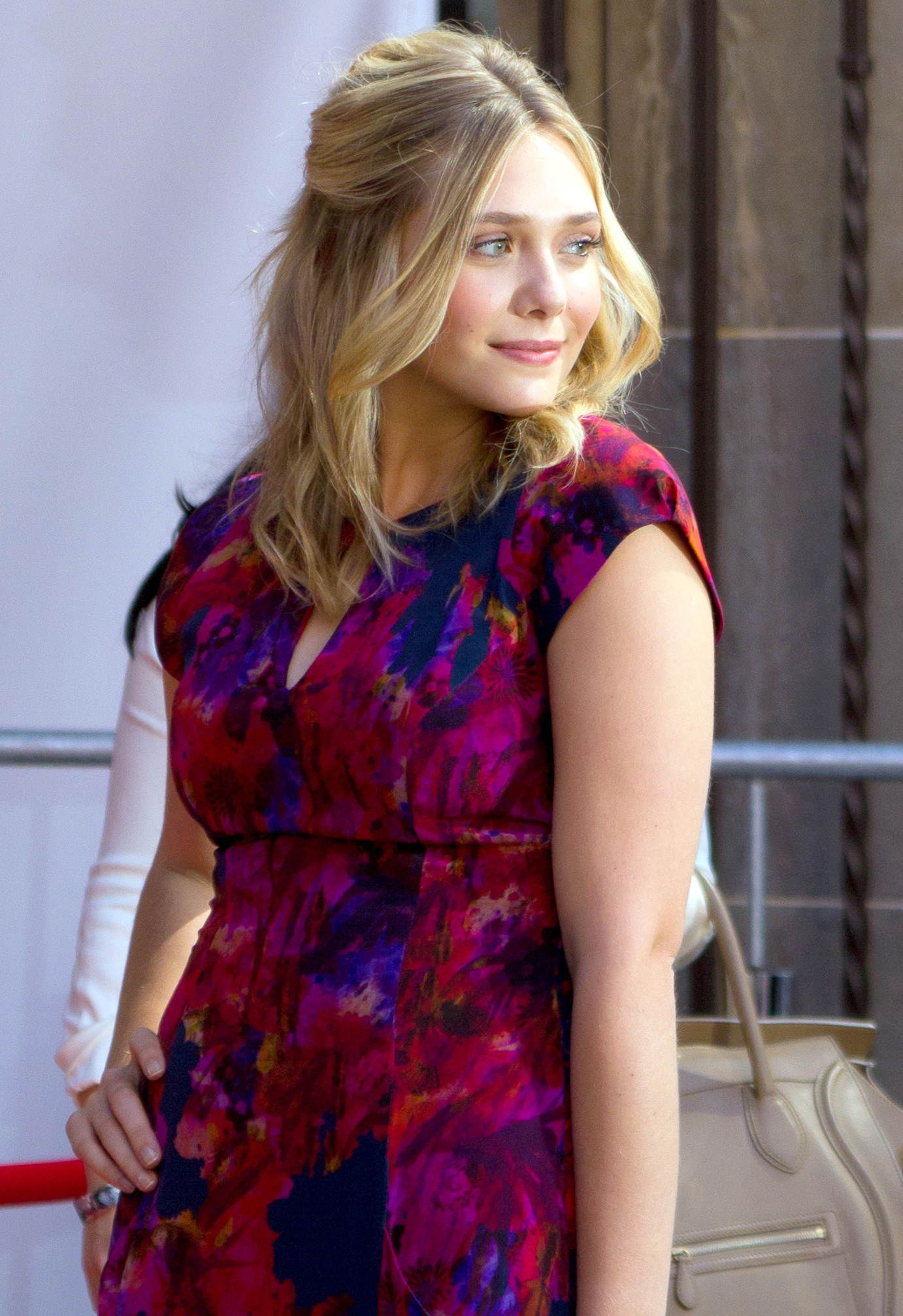
Elizabeth Olsen

- 1988: Denilson (Denílson Pereira Neves), futbolista brasileño.
- 1988: Kim Soo-hyun, actor surcoreano.
- 1988: Andrea Ranocchia, futbolista italiano.
- 1989: Elizabeth Olsen, actriz y modelo estadounidense.
- 1989: Eduardo Sánchez, beisbolista venezolano.
- 1990: Diogo Kachuba, futbolista brasileño.
- 1990: The Weeknd, cantante canadiense.
- 1990: Waraporn Boonsing, futbolista tailandesa.
- 1991: Sergio Canales, futbolista español.
- 1991: Rodrigo Aliendro, futbolista argentino.
- 1994: Federico Bernardeschi, futbolista italiano.
- 1994: Matthew Knight, actor canadiense.
- 1994: Ava Max, cantante y compositora estadounidense.
- 1996: Óscar Baldomar, futbolista boliviano.
- 1996: Eleonora Goldoni, futbolista italiana.
- 1996: Takumi Nagaishi, futbolista japonés.
- 1997: Princesa Alba, cantante chilena.
- 1997: Conor Chaplin, futbolista británico.
- 1998: Carles Pérez, futbolista español.
- 1998: Dimitar Dimitrioski, balonmanista macedonio.
- 1998: Moreto Cassamá, futbolista bisauguineano.
- 1999: Dolores Moreira, regatista uruguaya.
- 1999: Federico Gattoni, futbolista argentino.
- 1999: Serhiy Buletsa, futbolista ucraniano.
- 1999: Ignatius Ganago, futbolista camerunés.
- 1999: Paula Ruiz Bravo, nadadora española.
- 1999: Matías Succar, futbolista peruano.
- 1999: Blanca Palmer Soler, taekwondista española.
- 1999: Girl in Red, cantante noruega.
- 1999: Antonio Napolitano, futbolista argentino.
- 2000: Amine Gouiri, futbolista francés.
- 2000: Coby White, baloncestista estadounidense.
- 2000: Yevgeniy Fedorov, ciclista kazajo.
- 2000: Thomas Carmoy, atleta belga.
- 2000: Loïs Openda, futbolista belga.
- 2000: Lourdes Pérez Iturraspe, jugadora de hockey sobre césped argentina.
- 2000: Carlos Yulo, gimnasta artístico filipino.
- 2000: Yan Bingtao, jugador de snooker chino.
- 2000: Koffee, cantante jamaicana.
- 2000: Hamed Traorè, futbolista marfileño.
- 2000: Luís Lopes, futbolista portugués.
- 2000: Yevgueni Fiodorov, ciclista kazajo.
- 2000: Salomón Rodríguez, futbolista uruguayo.
- 2002: Fabian Rieder, futbolista suizo.
- 2003: Martin Baturina, futbolista croata.
- 2003: Daniel Gutiérrez, futbolista chileno.
- 2005: Eliesse Ben Seghir, futbolista francés.

## Fallecimientos
- 713: Yi Ching, monje budista, viajero y traductor chino (n. 635).
- 1247: Heinrich Raspe, señor de Turingia (n. 1204).
- 1279: Alfonso III, rey de Portugal entre 1248 y 1279 (n. 1210).
- 1391: Juan V Paleólogo, emperador bizantino (n. 1332).
- 1531: Johannes Stöffler, matemático y astrónomo alemán (n. 1452).
- 1579: Gonzalo Jiménez de Quesada, conquistador español (n. 1509).
- 1624: Juan de Mariana, jesuita e historiador español (n. 1536).
- 1829: François-Joseph Gossec, músico francés (n. 1734).
- 1835: Juan Facundo Quiroga, militar y político argentino (n. 1788).
- 1848: Dámaso Antonio Larrañaga, religioso, arquitecto, estanciero, naturalista y botánico uruguayo (n. 1871).
- 1853: Álvaro Flórez Estrada, político y economista español (n. 1766).
- 1861: Samuel Lovett Waldo, pintor estadounidense (n. 1783).
- 1892: Henry Walter Bates, entomólogo británico (n. 1825).
- 1899: Félix Faure, presidente francés (n. 1841).
- 1907: Giosuè Carducci, poeta italiano, premio nobel de literatura en 1906 (n. 1835)
- 1917: Alberto Carrera Torres, militar mexicano (n. 1888).
- 1917: Octave Mirbeau, escritor francés (n. 1848).
- 1919: Eva Luckes, enfermera británica, matrona en el London Hospital (n. 1854).[cita requerida]
- 1931: Juan Vert, compositor de zarzuelas, español (n. 1890).
- 1932: Ferdinand Buisson, pedagogo francés, premio nobel de la paz en 1927 (n. 1841).
- 1957: Józef Hofmann, pianista y compositor polaco (n. 1876).
- 1960: Natividad Yarza Planas, política española (n. 1872).
- 1964: Fernando González, escritor y filósofo colombiano (n. 1895).
- 1967: Smiley Burnette, actor, cantante y compositor estadounidense (n. 1911).
- 1973: Francisco Caamaño Deñó, militar y héroe dominicano (n. 1932).
- 1976: Manuel Olivares, futbolista y entrenador español (n. 1909).
- 1977: Carlos Pellicer, poeta mexicano (n. 1899).
- 1979: Louise Allbritton, actriz estadounidense (n. 1920).
- 1980: Erich Hückel, físico alemán (n. 1896).
- 1983: José Luis Acquaroni, escritor y periodista español (n. 1919).
- 1984: Enrique C. Livas, médico y educador mexicano (n. 1908).
- 1985: Alí Primera, cantante, músico y compositor venezolano (n. 1942).
- 1990: Keith Haring, pintor estadounidense (n. 1958).
- 1991: Luis Escobar, director de teatro, actor y cineasta español (n. 1905).
- 1991: Didar Sandhu, músico indio (n. 1942).
- 1991: Enrique Bermúdez Varela, militar nicaragüense (n. en 1932).
- 1992: Angela Carter, periodista y novelista británica (n. 1940).
- 1992: Jânio Quadros, presidente brasileño en 1961 (n. 1917).
- 1992: Herman Wold, matemático sueco (n. 1908).
- 1993: Pascual Vuotto (89), obrero argentino, último sobreviviente de los «presos de Bragado» (n. 1904).
- 1996: Brownie McGhee, cantante estadounidense (n. 1915).
- 1996: Roberto Aizenberg, pintor y escultor argentino (n. 1928).
- 1997: Chien-Shiung Wu, física experimental estadounidense, nacida en China (n. 1912).
- 1998: Fernando Abril Martorell, político español (n. 1936).
- 2000: Marceline Day, actriz estadounidense (n. 1908).
- 2000: Lila Kedrova, actriz rusa (n. 1918).
- 2001: William Masters, sexólogo estadounidense (n. 1915).
- 2004: Doris Troy, cantante estadounidense, de la banda The Sweet Inspirations (n. 1937).
- 2005: Nicole DeHuff, actriz estadounidense (n. 1974).
- 2006: Tomás Pascual, empresario español (n. 1926).
- 2007: Herminio Iglesias, gremialista argentino (n. 1929).
- 2007: Alfonso Silva Placeres, futbolista español (n. 1926).
- 2009: Stephen Kim Sou-hwan, figura icónica en transición sangrienta y tumultuosa de Corea del Sur de un régimen militar a la democracia (n. 1922).[2]
- 2011: Santi Santamaria, cocinero español (n. 1957).
- 2013: Marifé de Triana, cantante de copla y actriz española (n. 1936).[3]
- 2013: Ennio Girolami, actor italiano (n. 1935).
- 2015: Lorena Rojas, cantante y actriz mexicana (n. 1971)
- 2016: Butros Butros-Ghali, diplomático egipcio, secretario general de la ONU entre 1992 y 1996 (n. 1922).
- 2019: Bruno Ganz, actor suizo (n. 1941).
- 2020: Lawrence G. Tesler, informático estadounidense (n. 1945).
- 2021: Gustavo Noboa, abogado y político ecuatoriano; presidente de Ecuador entre 2000 y 2003 (n. 1937).
- 2021: Joan Margarit i Consarnau, poeta español (n. 1936).
- 2022: Gail Halvorsen, oficial militar estadounidense (n. 1920).
- 2024: Alekséi Navalni, político ruso (n. 1976).
- 2025: Tongolele, bailarina exótica, actriz y vedette mexicanoestadounidense (n. 1932).

## Celebraciones

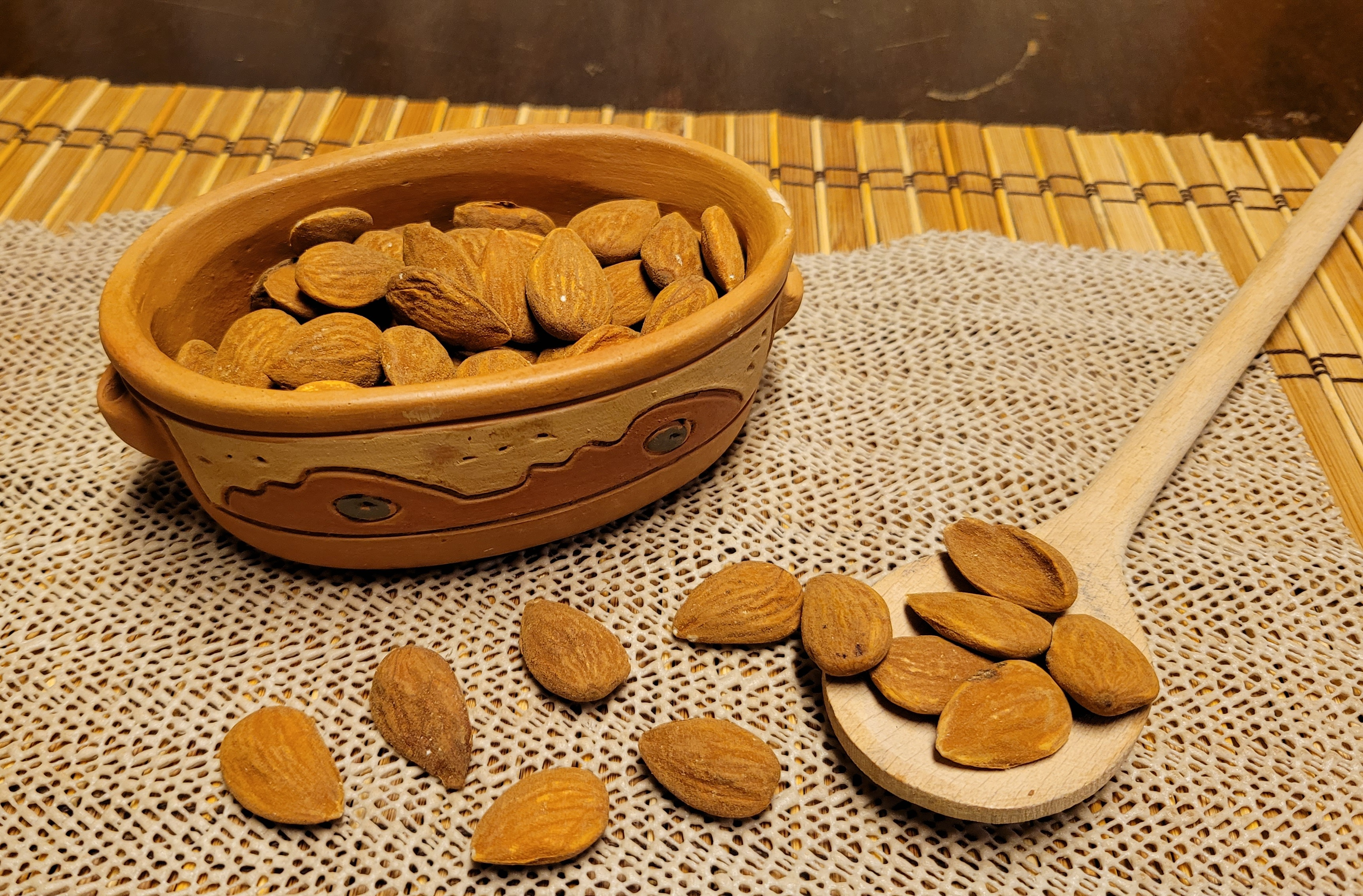
Día Mundial de la Almendra.

- Día Mundial de la Almendra.[4]
Cada 16 de febrero se le rinde homenaje a las almendras, uno de los primeros alimentos cultivados por la humanidad.[5]

- Día de los Amores Imposibles.[6][7]

 Por países
(Por orden alfabético)
- Argentina: 
  - Día del Trabajador de la Pesca Industrial.
Se trata de un día para reconocer y agradecer el trabajo de los profesionales que se dedican a la pesca industrial, tanto en alta mar como en tierra.

- Corea del Norte: 
  - Día de la Estrella Luz.

- Estados Unidos: 
  -  Alaska: 
    - Día de Elizabeth Peratrovich.

- Lituania: 
  - Declaración del 16 de febrero.

- Ucrania: 
  - Día de la Unidad Nacional.

- Uganda:
  - Día de Janani Luwum.[8]

### Santoral católico

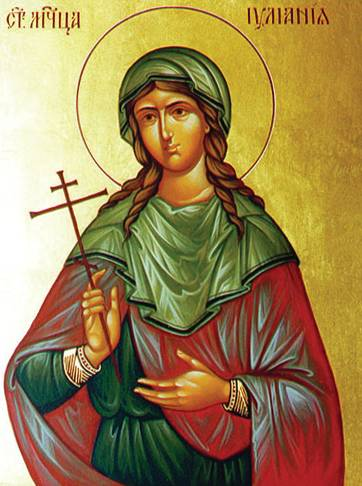
Santa Juliana de Nicomedia.

- Santa Juliana de Nicomedia.[9](imagen ilustrativa).
- San Maruta.[9]
- San Nicolás de Japón.
- San Onésimo.
- Siete santos fundadores de los servitas (Alejo, Amadeo, Hugo, Benito, Bartolomé, Gerardino y Juan).
- Beata Filipa Mareri.
- Beato José Allamano.[9]
- Beato Nicolás Paglia.[9]